# 園圃李
園圃李是薔薇科李屬落葉喬木，分佈於美國中東部。果實可以食用，有些品種在美國作為果樹栽培，尤其適合在美國南部栽培。